# Минная галерея

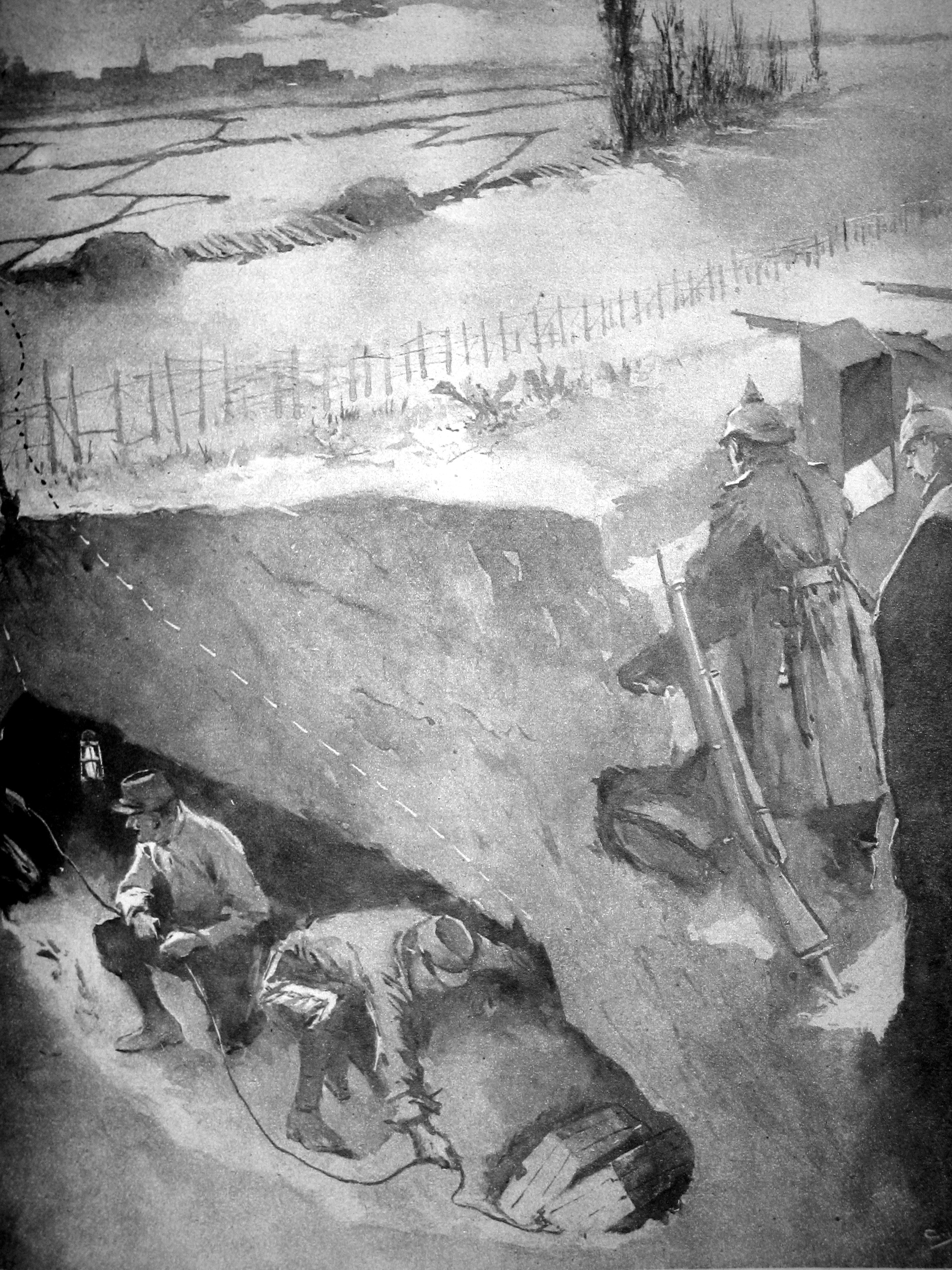
Прокладка минной галереи

Минная галерея — подземный ход, искусственно созданный для скрытного подступа к укреплённым позициям неприятельских войск с целью их уничтожения минным подрывным зарядом. Для его размещения в головном участке минной галереи устраивалась специальным образом подготовленная минная камера. Как правило, площадь поперечного сечения минной галереи меньше двух квадратных метров.
Для противодействия противнику, прокладывающему минную галерею, обычно прибегали к постройке контрминной галереи.

## Исторический очерк
Одними из первых, кто пустил в ход подземные методы борьбы с помощью минных галерей, стали турки во время осады Константинополя в 1453 году. В русской армии минные галереи применялись при взятии Казани (1552), Бендер (1770) и других населённых пунктов Использование минных галерей достигло широкого размаха во время Крымской войны (1853—1856), однако с возрастанием огневой мощи артиллерийского вооружения и затем с появлением бомбардировочной авиации их устройство постепенно потеряло своё военное значение. Тем не менее их эпизодическое использование отмечалось во времена Первой и Второй мировых войн.

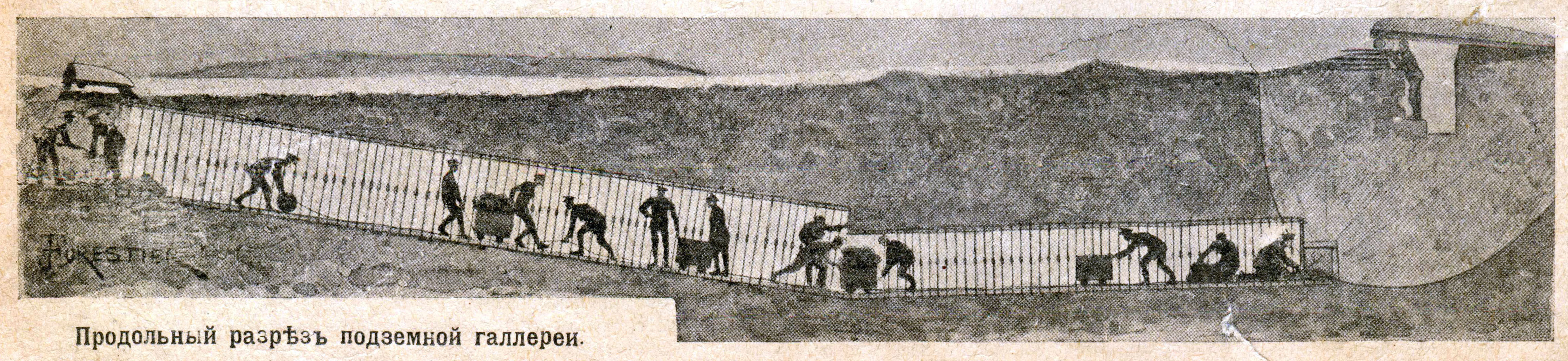
Минная галерея ПМВ, 1915